# غاو كرهيسن
Gau Electoral Hesse (بالألمانية: Gau Kurhessen ) كان التقسيم الإداري لألمانيا النازية من عام 1933 إلى عام 1945 الأجزاء الشمالية من مقاطعة هسن-ناساو البروسية. قبل ذلك، من عام 1927 إلى عام 1933، كان التقسيم الإقليمي للحزب النازي في تلك المنطقة.

## التاريخ
تم إنشاء نظام النازي غاو في الأصل في مؤتمر للحزب في 22 مايو 1926، من أجل تحسين إدارة هيكل الحزب. من عام 1933 فصاعدًا، بعد الاستيلاء النازي على السلطة، حل الغاو محل الولايات الألمانية بشكل متزايد كتقسيمات إدارية في ألمانيا.  في عام 1938 ضمت ألمانيا النازية النمسا، مع تقسيمها الأخير إلى رايخسجاو. 
يحكم كل غاو غاولايتر، وهو منصب أصبح أكثر قوة على نحو متزايد، لا سيما بعد اندلاع الحرب العالمية الثانية. كان الغولايتر المحلي مسؤولا عن الدعاية والمراقبة، ومنذ سبتمبر 1944 فصاعدا عن فولكسشتورم والدفاع عن الغاو.  
تم شغل منصب غاولايتر في Electoral Hesse في الأصل من قبل والتر شولتز من عام 1927 إلى عام 1928، يليه كارل وينريش من عام 1928 إلى عام 1943. خلف وينريش كارل جيرلاند، في البداية في كقائم باعمال الغاولايتر قبل أن يصبح غاولايتر في عام 1944.   قتل جيرلاند في القتال في أبريل 1945. حُكم على وينريش، سلفه الذي تم عزله من منصبه بسبب عدم الكفاءة خلال غارة القصف على كاسل، وحُكم عليه بالسجن لمدة عشر سنوات في عام 1949 وتوفي في عام 1973. 